# Sperrylite

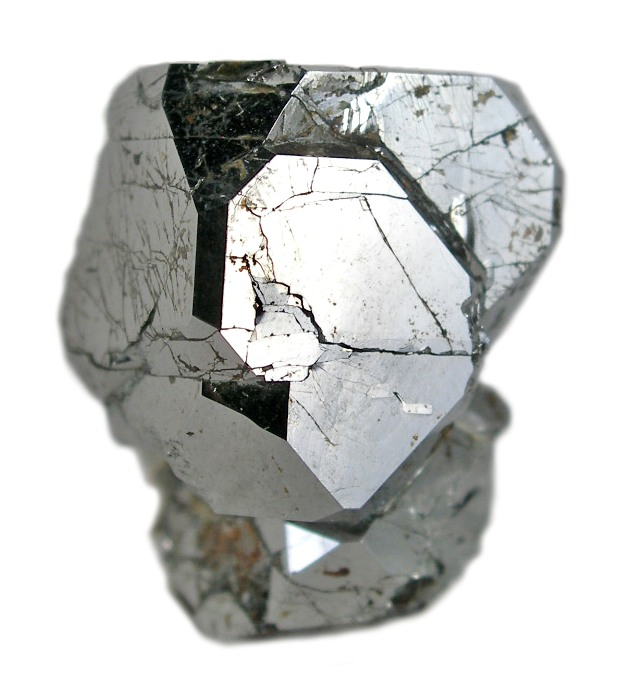
Sperrylita encontrado na Península de Taimir, na Rússia.

O sperrylita (português brasileiro) ou sperrylite (português europeu) é um mineral de arsenieto de platina, de fórmula PtAs2, contendo 43,44% de Arsênico e 56,56% de Platina.
Ele foi descoberto pelo químico estadonidense Francis Louis Sperry, em Sudbury, no ano de 1889.